# Szarvas csörgőkígyó
A szarvas csörgőkígyó (Crotalus cerastes) a gödörkésarcú viperákhoz tartozó mérgeskígyó, amely az USA délnyugati és Mexikó északnyugati részének sivatagi, félsivatagi tájain honos.

## Megjelenése
Kis méretű kígyó, a kifejlett példányok is csak 40–80 cm hosszúak. A nőstények nagyobbak a hímeknél, ami szokatlan a csörgőkígyók között.
Törzsén 21 sornyi pikkely található, amelyek közepén gerincszerű kiemelkedés fut végig. A hímeknek maximum 141, míg a nőstényeknek 144 hasi pikkelye van. A szarvas csörgőkígyó nevét a szeme fölötti kiemelkedő pikkelyekről kapta, amelyek funkciója a szem árnyékolása, illetve a felülről lepergő homoktól való védelme - az állat ideje egy részét homokba ásva tölti.
Színezete földszínű, a talajon való rejtőzést szolgálja: sárgásbarna, krémszínű vagy hamuszürke. A hátán 28-47, az alapszínnél valamivel sötétebb, ovális folt sorakozik. Hasa fehér. Farka végén szaruból álló csörgő található, melynek farokhoz legközelebbi tagja barna színű. Megfigyelték, hogy a kígyó színárnyalata a környezet hőmérsékletétől is függ.

## Elterjedése
A szarvas csörgőkígyó az Egyesült Államokban Kelet-Kalifornia, Dél-Nevada, Délnyugat-Utah és Nyugat-Arizona régiókban, valamint Mexikóban Sonora állam nyugati és Baja California keleti részén található meg.

## Életmódja

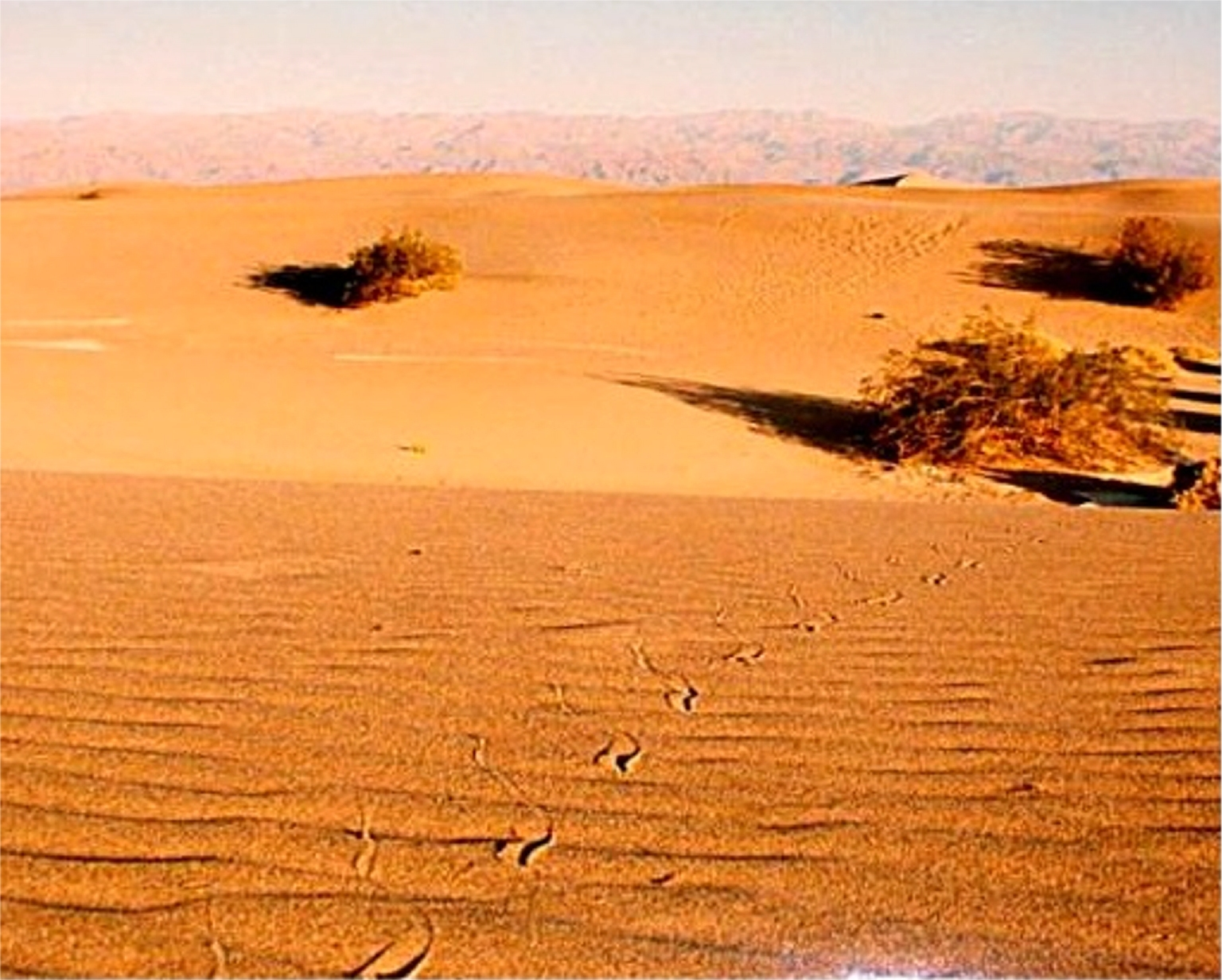
Szarvas csörgőkígyó nyomai a Death Valley Nemzeti Parkban

A szarvas csörgőkígyó sajátos, oldalazó mozgással halad, amellyel jobban meg tud támaszkodni a szélfútta homok csúszó felszínén és könnyen feljut a homokdombokra is. Erről kapta angol nevét is (sidewinder). Hasonlóan mozog a szintén sivatagi szarvasvipera vagy a délkelet-ázsiai mocsári kígyók, amelyek ezzel a módszerrel jutnak át az iszapfelületeken. Ezek a kígyók jellegzetes J alakú nyomokat hagynak maguk után, ahol a J kis szára a mozgás irányába mutat.
A szarvas csörgőkígyó télen (novembertől márciusig) inkább nappal aktív, majd amikor beköszönt a forró időszak, áttér az éjszakai életmódra. A fiatal példányok elsősorban gyíkokkal táplálkoznak, amiket farkuk hernyót vagy vergődő rovart utánzó mozgásával csalogatnak magukhoz (videón). A kifejlett kígyók sivatagi rágcsálókra vadásznak és a csalizó módszert már nem használják.

### Szaporodása
A többi viperafajhoz hasonlóan elevenszülők. Két-háromévesen lesznek ivarérettek. A nőstények minden évben képesek szaporodni, de szűkös időkben akár két évet is kihagyhatnak. Párzási idejük április-májusban van (esetenként ősszel is). A párzás során a hím csörgőkígyó végigcsúszik a nőstény hátán és állával végigdörgöli, majd farkát a nőstény farka köré tekeri és megpróbálja kloákáikat összetapasztani. A párzás órákig is eltarthat. A nőstények a párzási idényben több hímmel is közösülhetnek. A nőstény nyár végén, ősz elején egy megfelelő rejtekhelyen (többnyire egy föld alatti rágcsálójáratban) szüli meg 5-18 utódát. Közvetlenül a születés után még vékony burok borítja őket, amelyből gyorsan kiszabadulnak. Hosszuk 15–20 cm. Az újszülött kígyók 7-10 napig, az első vedlésig még a búvóhelyen együtt maradnak, feltételezik, hogy ez idő alatt anyjuk védelmezi őket. Ezután elhagyják egymást és a későbbiekben már önállóan boldogulnak.
Az újszülött csörgőkígyók sajátos, más kígyók esetében ismeretlen módszerrel tartják meg testük ideális hőmérsékletét. A kis kígyók nappalra egyetlen nagy izgő-mozgó tömegbe állnak össze a búvóhely forró bejárata és hűvösebb belseje között és mozgásukkal fenntartják a számukra optimális 32 °C-ot.
A vadon élő szarvas csörgőkígyók nőstényei csak átlagosan öt évig élnek, míg a hímek valamivel tovább (maximálisan a 13 évet is elérheti). Fogságban a 20 évet is eléri az élettartamuk, vagyis feltehetően a vadonban a szaporodás túlságosan megterheli a nőstények szervezetét. Egyéb veszélyforrásokat jelentenek számukra a ragadozók, a betegségek és az utakon a gázolások.

## Méreg
A szarvas csörgőkígyó mérge kevésbé toxikus mint rokonaié és kis mérete miatt kevesebb mérget is juttat áldozatába. Emiatt a kevésbé veszélyes mérgeskígyók közé tartozik, de súlyos esetben harapása így is halálos lehet az emberre és mielőbbi orvosi segítségre van szükség.
Egy marással átlagosan 30 mg, maximum 80 mg mérget lövell ki. Egerek esetében az LD50 érték 2,6 mg/testsúlykg intravénásan és 5,5 mg/kg bőr alá adva. Ennek alapján egy átlagos felnőtt halálos dózisa (feltéve, hogy a kígyó eret talál el) 180 mg lenne.
A marás helyén lokális fájdalom, duzzanat, véraláfutás tapasztalható. A szisztémás hatások: hányinger, szédülés, hidegrázás, vérzékenység, sokk. Leírták, hogy egy ujjat ért, egyfogas harapás után az egész kar fájdalmasan megduzzadt "mintha egy vödör forró olajba merülne". A méreg ellen hatékony ellenszérumot készítenek.

## Alfajai
| Alfaj              | Leíró                | Név                           | Elterjedés |
| ------------------ | -------------------- | ----------------------------- | --- |
| C. c. cerastes     | Hallowell, 1854      | Mohavei szarvas csörgőkígyó   | Kalifornia állam Los Angeles, San Bernardino és Mono megyéjétől keletre egészen Utah Washington megyéjéig; délen egészen Arizona Mohave megyéjéig a sivatagos síkságok és hegyek lakója 1800 m magasságig |
| C. c. cercobombus  | Savage & Cliff, 1953 | Sonorai szarvas csögőkígyó    | Arizona Yuma, Maricopa, Pima és Pinal megyéi és Mexikó Sonora állama |
| C. c. laterorepens | Klauber, 1944        | Coloradói szarvas csörgőkígyó | Kalifornia Riverside megyéje, Arizona Pinal megyéje; délen Mexikó Sonora államának északnyugati és Baja California északkeleti része                                                                      |

## Kulturális kapcsolatok
- Az AIM-9 Sidewinder levegő-levegő rakétát erről a fajról nevezték el
- Quentin Tarantino Kill Bill 1. filmjében Michael Madsen karakterének kódneve Sidewinder.
- 1998-2008 között egy tucsoni baseballcsapat neve volt a Tucson Sidewinders

## Fordítás
- Ez a szócikk részben vagy egészben  a   Crotalus cerastes című angol Wikipédia-szócikk ezen változatának fordításán alapul.  Az eredeti cikk szerkesztőit annak laptörténete sorolja fel. Ez a jelzés csupán a megfogalmazás eredetét és a szerzői jogokat jelzi, nem szolgál a cikkben szereplő információk forrásmegjelöléseként.